# 戦国四大名将
戦国四大名将（せんごくよんだいめいしょう）は、中国の戦国時代に活躍した四人の有名な武将を総称した呼び名。

## 一覧
- 秦の白起（? - 紀元前257年）
- 秦の王翦（? - ?）
- 趙の廉頗（? - ?）
- 趙の李牧（? - 紀元前229年）

戦国四大名将が収めた戦功は偉大だが、いずれも軍事著作を残していない。彼らの威勢・人望は、時として周囲の嫉妬・疑惑を招き、禍を招きよせることもあった。白起は王から死を賜り、廉頗は亡命して異国で没し、李牧は誅殺された。

## 由来
南朝梁で考案された『千字文』において、
「起翦頗牧，用軍最精。宣威沙漠，馳譽丹青。（起・翦・頗・牧らは、軍の指揮力が最も勝る。威力を沙漠まで示して、絵画に描かれ誉まれて伝わる。）」
と言及されており、以降戦国時代を代表する名将とされるようになった。
もっとも、『千字文』は漢字初学者のために、一文字も重複しないよう、また韻律を踏むよう作られたテキストであるため、上記四将も「起翦頗牧」の文字が適当であったために選ばれた可能性が高い。（起翦頗牧―宣威沙漠、用軍最精―馳譽丹青が対句。）
実際唐代に選定された武廟十哲・武廟六十四将では戦国時代の名将としては四将の他に、呉起・匡章・楽毅・孫臏・田単・趙奢らの名前も挙げられている。